# Ukmergė distriktskommune
Ukmergė distriktskommune (litauisk: Ukmergės rajono savivaldybė) ligger i Vilnius apskritis centralt i Litauen, nord for hovedstaden Vilnius, med hovedsæde i Ukmergė by. Kommunen har 45.306(2009) indbyggere.
Ukmergė distriktskommune er en af 60 kommuner i Litauen.

## Bymæssige bebyggelser
Der er 10 mindre byer i Ukmergė kommune: Deltuva, Lyduokiai, Pabaiskas, Siesikai, Šešuoliai, Taujėnai, Vepriai, Vidiškiai, Želva og Žemaitkiemis. Ukmergė distriktskommune deler andenpladsen i Litauen (med Radviliškis distriktskommune) i forhold til antallet af bymæssige samfund. Der er 612 landsbyer i kommunen.
Vepriai er den mest folkerige småby i kommunen, og et center for turisme, især landturisme, er placeret der. Siesikai er bedst kendt for 1500-tals renæssanceslottet Siesiku nær Siesiku sø. Deltuva var centrum for det vigtige Deltuva område, som spillede en rolle ved fremvæksten af den centraliserede litauiske stat. Ruinerne af en af de første calvinistiske kirker i Litauen (1600-tals renæssancestil) ligger nær Deltuva. Pabaiskas ligger i nærheden af stedet, hvor det berygtede slag ved Pabaiskas mellem hærene under ledelse af Žygimantas Kęstutaitis og Švitrigaila fandt sted den 1. september 1435.
Den første præsident for det uafhængige Litauen, Antanas Smetona, er født i Užulėnis nu Ukmergė distriktskommune.

## Geografi
Den østlige del af kommunen hører til Aukštaitijan højland og den nord-vestlige del ligger i den centrale litauisk lavland.
Šventoji-floden er den største flod i kommunen, og Širvinta-floden er den anden. De øvrige vandløb er Siesartis, Musa og Armona. Lėnas-søen er den største sø (2,65 km²) og Žirnajai-søen er den dybeste (i gennemsnit 9,8 m dyb).
Skove dækker omkring 29 % af kommunen, sumpe 2,3 % og 54,5 % er en agerjord.

## Demografi

### Historisk udvikling
Ukmergė distriktskommune havde et stabilt befolkningstal i i hele perioden fra 1959 frem til 1989. Siden Litauens selvstændighed 1989 er befolkningstallet faldet med 13 %, eller næsten 350 personer om året som følge af faldende levestandard og dermed faldende fødselstal og udvandring til bl.a. EU.
| Befolkningsudviklingen over de seneste 50 år |        |        |        |        |        |        |        |        |        |
| år                                           | 1959   | 1967   | 1970   | 1976   | 1979   | 1987   | 1989   | 2001   | 2009   |
| indbyggertal                                 | 52.760 | 52.500 | 53.505 | 53.100 | 53.123 | 53.900 | 52.520 | 48.651 | 45.306 |
| areal (km²)                                  | ?      | 1.391  | ?      | 1.395  | ?      | 1.395  | 1.395  | 1.395  | 1.395  |

### Seniūnijos i Ukmergė distriktskommune
Ukmergė distriktskommune er opdelt i 11 seniūnijos (dansk: bydele):
Tallene i parentes er befolkningstallet i de enkelte seniūnia ved folketællingen 2001
| - Deltuvos seniūnija - Lyduokių seniūnija - Pabaisko seniūnija - Pivonijos seniūnija | (3.305) (1.183) (1.431) (30.601) | - Siesikų seniūnija - Šešuolių seniūnija - Taujėnų seniūnija - Veprių seniūnija | (1.878) (1.204) (1.793) (1.368) | - Vidiškių seniūnija - Želvos seniūnija - Žemaitkiemio seniūnija | (3.362) (1.516) (1.010) |

## Galleri
- Udsigt over Ukmergė
- Ukmergė centrum
- Verpriai, en by i Ukmergė distriktskommune
- Šventoji-floden nær Vepriai
- Siesiku slot i 1800-tallet
- Siesiku slot ved Siesiku søen